# هنگ (ساز)
ساز هنگ، هندپن، پنتام یا هنگ‌درام، گونه‌ای ساز کوبه‌ای در طبقه‌ی خودصداها است، که به صورت امروزی برای نخستین بار در سال ۲۰۰۰ (میلادی) به دست یک خانم و آقای آلمانی به نام‌های فلیکس رونِر و سابینا شِرر در شهر برن در کشور سوئیس ساخته شد. سازندگان نامِ «هنگ» را روی این ساز گذاشته‌اند و درباره‌ی استفاده از نامِ «هنگ‌درام» در زبان انگلیسی ابراز ناخرسندی کرده‌اند اما امروزه بیش‌تر مردم این ساز را با همین نام تجاری می‌شناسند.

## تاریخچه و معرفی اولیه هنگ
هنگ نوعی ساز است که در دستهٔ سازهای خودصدا تقسیم‌بندی می‌شود یا به‌طور واضح تر ساز هنگ درام یک ساز کوبه‌ای و ملودیک می‌باشد. اسم کمپانی اصلی تولید کنندهٔ این ساز PANArt Hangbau AG است. این شرکت همچنان تولیدات خاصی به غیر از هنگ درام در برنامه کاری خود دارد.

## الگو و الهام اصلی برای ساخت ساز هنگ
گفته می‌شود قبل از ابداع ساز هنگ درام، سازهای دیگری به نام SteelPan با بدنه کاملاً فلزی و ساختار ابتدایی حدود ۱۷۰۰ میلادی در آفریقا و آمریکای جنوبی و بعد از آن از گالن‌های فلزی (گالن‌هایی با ظرفیت ۵۵ گالن) خالی ساخته شده که در جشن‌ها و مراسم طرفداران پر و پا قرصی داشته‌است و به نوازندگان آن ” پن ایست ” (Panists) گفته می‌شود.

## اجزا ساز هنگ درام
ساز هنگ از دو قسمت کاملاً جداگانه فلزی ساخته شده. قوس بالایی و پایینی. قوسِ بالایی که نت‌ها بر روی این قوس چیده شده و به آن «طرفِ دینگ» (Ding Side) گفته می‌شود. طرف دیگر قوس زیرین می‌باشد که دارای یک سوراخ بزرگ در مرکز آن است، این قسمت را گو (Gu Side) می‌نامند.

## نت اصلی ساز هنگ درام یا دینگ
نت اصلی ساز هنگ درام یا «دینگ»، پایین‌ترین نت از نظر اکتاو صدایی یا به عبارتی بم‌ترین صدا را تولید می‌کند؛ که معمولاً ارتباطی با ساختار گام یا همان Scale (ساختار نت‌ها) ندارد؛ و دیده شده‌است که با مجموعه نت‌های ثابت برای دو ساز مختلف، دینگ با نت متفاوتی ساخته می‌شود. در روش نوشتاری نت‌ها، نت دینگ با یک علامت از باقی نت‌ها جدا می‌شود. مثلاً
D / A C D E F G A
این مثال نشان می‌دهد که، نت اصلی یا همان دینگ شامل نت D یا در فارسی «ر» RE می‌باشد.

### نت‌های ساز هنگ درام
هر نت بر روی ساز هنگ درام دارای فضای مشخصی است که به آن Tone Field هم گفته می‌شود. معمولاً به فرم دایره یا بیضی ست. تحقیقات جدید در زمینهٔ فرم نت‌ها این را نشان می‌دهد که فرم بیضی برای Tone Field نت‌های هنگ درام، نتیجه بهتری در زمینه انتشار، حجم و پایداری صدا ی هنگ درام ایجاد می‌کند. همچنین امکان بیشتری در ایجاد افکت‌های صوتی را فراهم می‌کند؛ که در این موارد بیشتر توضیح خواهیم داد. به‌دست آوردن اندازه صحیح تن فیلدها برای ایجاد آن روی بدنه ساز بسیار دقیق و حساس است و هر سانتی‌متر از اهمیت بسیار بالایی برخوردار است.

### کوک کردن نت‌های ساز
مهمترین و پیچیده‌ترین مرحله بعد از ساخت ساز هنگ درام کوک نت هاست. به‌طور کلی بیش ۶۵ درصد از مجموعه تلاش در ساخت و تولید ساز هنگ درام به مرحله کوک کردن مربوط می‌شود و این درصد بالا حاکی از اهمیت این مرحله است.

### تعداد نت‌ها در ساز هنگ-درام
در نسخه‌های نرمال ساز هنگ درام و هپی درام، صفحه بالایی دارای یک نت دینگ و ۷ نت دیگر در روی بدنه قوس بالایی است؛ ولی امروزه سازندگان با تغییراتی در تعداد نت‌ها روی بدنه تعداد نت‌ها را به ۳۲ هم رسانده‌اند. البته لازم است ذکر شود بالا رفتن تعداد نت‌ها طبیعتاً برای نوازندگان هنگ امکان مثبتی است ولی به دلیل محدودیت فضای روی ساز نت‌های هنگ درام، زیرتر و به اکتاوهای بالاتر هدایت خواهند شد. البته لازم به ذکر است که به خاطر این محدودیت در ساز هایی با تعداد نت بالا برخی نت هارا در زیر ساز تعبیه میکنند. 